# François Benjamin Marie Delessert
Pour les articles homonymes, voir Delessert.
Ne doit pas être confondu avec Benjamin Delessert.

François Benjamin Marie Delessert, né le 15 novembre 1817 à Paris et mort le 25 janvier 1868 à Passy, est un banquier, un historien de l'art et un homme politique français.

## Biographie
François Benjamin Marie Delessert, parfois écrit de Lessert, est le fils de François Delessert et le petit-fils du banquier Étienne Delessert ; il reçut une bonne éducation et entra dans la maison de banque familiale. Il est élu juge au tribunal de commerce de Paris.
Delessert s’occupa, comme tous les membres de sa famille, de ce qui avait rapport aux sciences et aux arts. Il encouragea surtout les premiers essais de la photographie, où son nom tient une place grâce à lui et à son cousin germain Édouard Delessert.
Le 8 juillet 1849, il est élu par le département de la Seine à l’Assemblée législative, où il siège dans la majorité. Il vote pour l'expédition française, pour la loi Falloux-Parieu sur l'enseignement, pour la loi du 31 mai restrictive du suffrage universel. Il rentre dans la vie privée au coup d'État du 2 septembre 1851. À la Chambre, il prend part également à tous les débats sur les questions financières et montre ses connaissances sur ces matières dans plusieurs articles publiés par la Revue nouvelle et la Revue des Deux Mondes. 
Il publie ensuite, une Notice sur la vie de Marc-Antoine Raimondi, graveur bolonais, chez Goupil à Paris en 1852, qui en 1854 eut une seconde édition accompagnée de reproductions photographiques de quelques-unes de ses estampes.

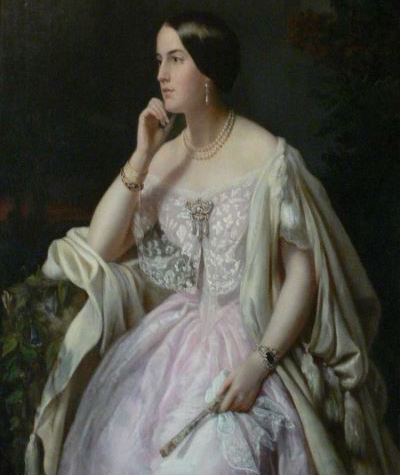
Portrait de son épouse.

Il épouse la femme de lettres Blanche Triquet de Triqueti, fille de Henry de Triqueti et qui, veuve, se remariera à Edward Lee Childe.
Avec son père, il est à l'origine de l'acquisition du terrain du temple protestant de Passy-Annonciation.
Il est enterré cimetière de Passy (16e arrondissement de Paris), dans le tombeau de la famille Delessert.

## Pour approfondir